# Targ Rybny w Gdańsku
Targ Rybny (niem. Fischmarkt; kaszb. Ribny Tôrg) – plac targowy w Gdańsku. Położony jest w północno-zachodnim narożniku Głównego Miasta, nad Motławą, w pobliżu dawnego zamku krzyżackiego.

## Historia
Targ utworzono na mocy przywileju wielkiego mistrza Ludolfa Königa w 1343, przy czym Krzyżacy zagwarantowali sobie pierwszeństwo w zakupie ryb.

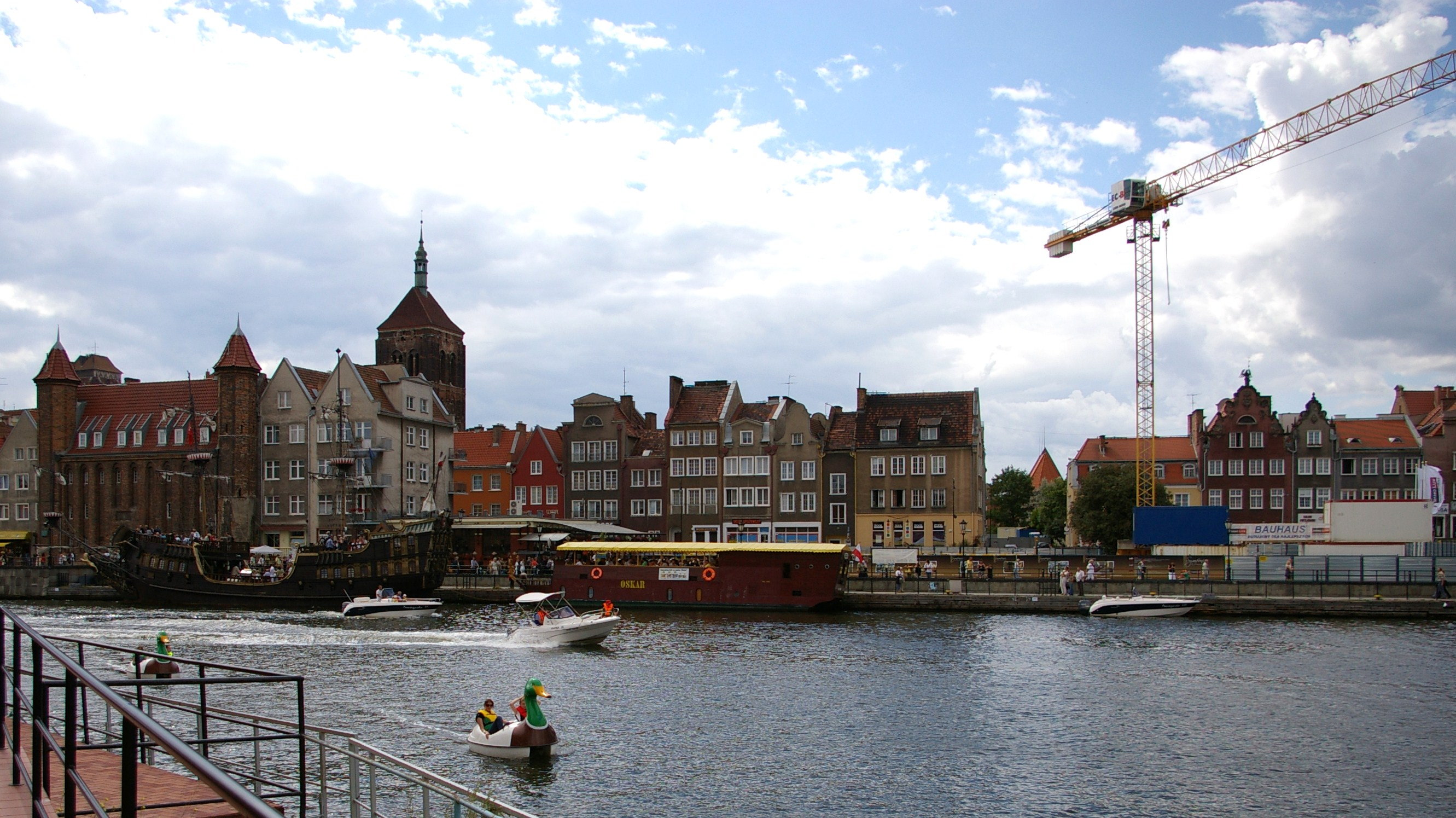
Targ Rybny widziany z Motławy (stan przed zabudową wschodniej części), pierwszy budynek po lewej - Brama Straganiarska, lipiec 2008

Początkowo Targ Rybny był otwarty od strony Motławy, ale już w 1448 oddzielono go od rzeki murem, w którym istniała jedna furta (później zwana Bramą Tobiasza, obecnie nieistniejąca). W 1482 powstała nowa brama, zwana dziś Straganiarską. Stopniowo mur pomiędzy bramami i od Bramy Tobiasza do Baszty Łabędź został obudowany domami tak, że Targ Rybny został podzielony na dwie części: położoną nad wodą, zwaną Rybackim Pobrzeżem (gdzie koncentrował się handel rybami) oraz odciętą od wody część, zwaną żartobliwie "kartoflanym Targiem Rybnym" (Kartoffel-Fischmarkt albo Bulwen-Fischmarkt). 
Po zniszczeniach w 1945, odbudowano jak dotąd tylko część pierzei Targu Rybnego, obecnie jest on więc znów otwarty od strony Motławy. Nie powrócił jednak do swojej historycznej roli. Obecnie jest to miejsce odwiedzane przede wszystkim w miesiącach letnich, szczególnie podczas Jarmarku św. Dominika, kiedy znajdują się tutaj stoiska kolekcjonerów i "pchli targ". 
W 2010 na dwóch działkach placu zakończyły się nowe inwestycje - powstał hotel Hilton oraz zespół apartamentowy Symfonia Residence (obie autorstwa Stefana Kuryłowicza). W miejscu hotelu Hilton w 1915 funkcjonowała gospoda Stadt London.

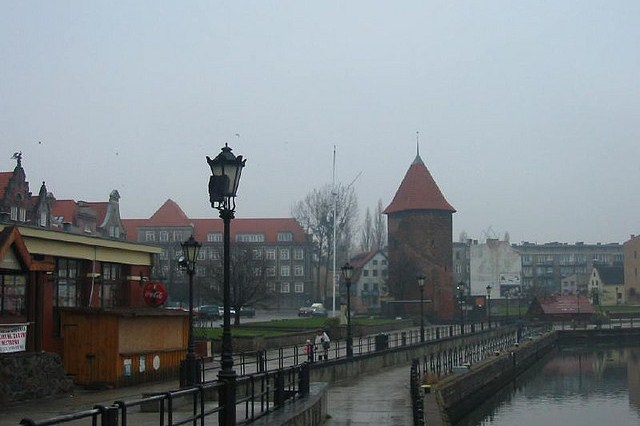
Targ Rybny (stan przed zabudową wschodniej części), w środku Baszta Łabędź, 2005

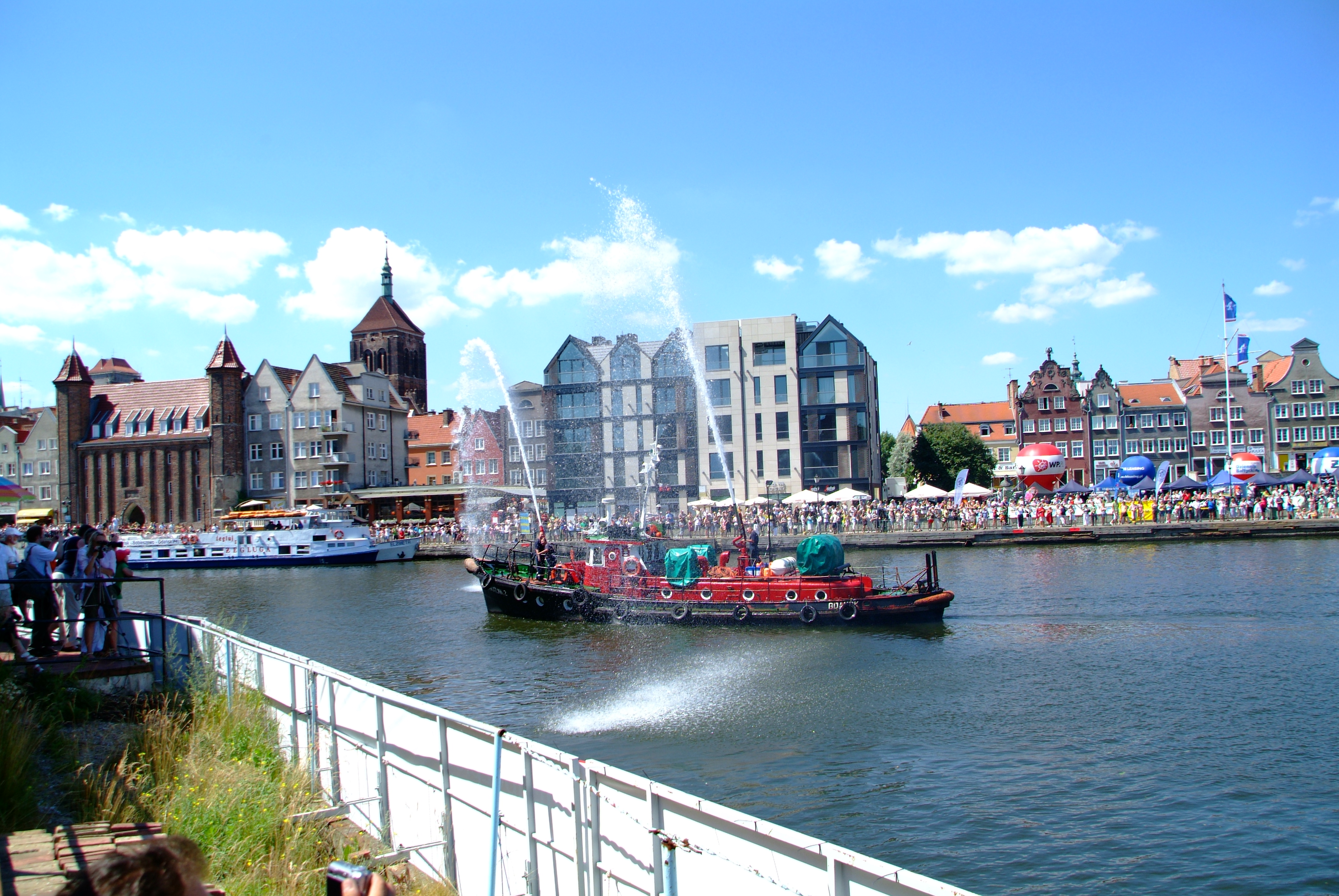
Targ Rybny, w środku Symfonia Residence, 2010